# Sergueï Vassilievitch Lebedev
Pour les articles homonymes, voir Sergueï Lebedev et Lebedev.
Sergueï Vassilievitch Lebedev (en russe : Сергей Васильевич Лебедев ; 25 juillet 1874 – 1er mai 1934) est un chimiste russe puis soviétique et l'inventeur d'un type de caoutchouc synthétique.

## Biographie
Né à Lublin (aujourd'hui en Pologne), Sergueï va à l'école à Varsovie. En 1900, il sort diplômé de l'université impériale de Saint-Pétersbourg et trouve du travail à l'usine de margarine Pétersbourg. À partir de 1902, il se déplace d'université en université à travers la Russie. En 1904, il retourne à l'Université de Saint-Pétersbourg et travaille sous la direction d'Alexis Favorski (en). En 1915, il est nommé professeur à l'Institut pédagogique féminin de Saint-Pétersbourg. En 1916, il est professeur à l'Académie de médecine militaire de Petrograd. En 1925, il devient le chef du Laboratoire du pétrole (à partir de 1928, Laboratoire des résines synthétiques) à l'Université de Léningrad. Il meurt à Léningrad en 1934 et repose au cimetière Tikhvine.

## Travaux
Les principaux travaux de Lebedev sont consacrés à la polymérisation d'hydrocarbures de diènes. Ses recherches portent d'abord sur la polymérisation du butadiène (1910-1913). En 1910, Lebedev est le premier à obtenir le polybutadiène, un élastomère synthétique. Son livre Recherches sur la polymérisation du diéthylène par les hydrocarbures (1913) devient la référence pour les études sur le caoutchouc synthétique.
Après 1914, il étudie la polymérisation des monomères d'éthylène, ce qui conduit à des méthodes industrielles modernes pour la fabrication du polyisobutène.
Entre 1926 et 1928, Lebedev développe une méthode simple de fabrication du butadiène à partir d'éthanol.
En 1928, il met au point une méthode industrielle pour la production de caoutchouc synthétique basée sur la polymérisation du butadiène, en utilisant le sodium comme catalyseur. Ce procédé est devenu le fondement de l'industrie soviétique du caoutchouc synthétique. Les difficultés d'accès des Soviétiques au caoutchouc naturel rendent alors la fabrication du caoutchouc synthétique très importante. Trois usines de caoutchouc synthétique sont mises en route en 1932-1933 et la première production industrielle est réalisée le 27 mai 1933 à l'usine de caoutchouc synthétique de Iefremov, à 300 km au sud de Moscou. Pour la production de butadiène, les Soviétiques utilisent comme matière première l'éthanol issu de céréales ou de pommes de terre. Ce qui est à l'origine d'un certain nombre de blagues sur « la méthode russe de fabrication de pneumatiques avec des pommes de terre ».
En 1940, l'Union soviétique possède la première industrie de caoutchouc synthétique au monde, avec une production de plus de 50 000 tonnes par an. Durant la Seconde Guerre mondiale, le procédé de Lebedev de production du butadiène à partir d'alcool éthylique est également utilisé par l'industrie allemande du caoutchouc synthétique.
Une autre contribution importante de Lebedev est l'étude de la cinétique de l'hydrogénation de l'éthylène et le développement d'un certain nombre d'huiles synthétiques pour les moteurs d'avions.

## Distinctions et honneurs
- 1932 : Lebedev devient membre à part entière de l'Académie des Sciences d'URSS.
- 1945 : L'Institut national du caoutchouc synthétique est renommé « Institut Lebedev ».